# Mont-Dol
Mont-Dol é uma comuna francesa na região administrativa da Bretanha, no departamento Ille-et-Vilaine. Estende-se por uma área de 26,45 km². Em 2010 a comuna tinha 1 107 habitantes (densidade: 41,9 hab./km²).